# Суџукшка лагуна
Суџукшка лагуна (рус. Суджукская лагуна), локално позната и као Слано језеро (рус. озеро Солёное) малена је ујезерена површина типа лагуне у јужном делу града Новоросијска, на југу Русије. Налази се у источном делу Абрауског полуострва, на западној обали Цемеског залива Црног мора.  
Од отвореног мора је одвојена ниском и уском пешчаном превлаком ширине 25−70 метара на истоку и шљунковитом косом ширине 10−15 метара на југу. Површина лагуне је око 30 хектара, али је непостојана због чињенице да се положај пешчане превлаке мења под утицајем еолске енергије. Физиономски има облик једнакостраничног троугла. Са морем је повезана маленим каналом у југозападном делу, док неколико мањих водотока и извора доноси слатку воду у језеро. Просечна дубина воде у лагуни је око 0,85 м, максимално не прелази 1,5 метара. Дно лагуне је готово у целости прекривено меканим блатом и муљем, а на неким местима осећа се интензиван мирис покварених јаја, што упућује на веће концентрације водоник-сулфида.
Подручје лагуне је законом заштићено као споменик природе. 